# Жорж Лотнер
Жорж Лотнер (на френски: Georges Lautner) е френски режисьор и сценарист. 

## Биография и творчество
Той е роден на 24 януари 1926 година в Ница в семейството на актрисата Рене Сен-Сир. Започва кариерата си в киното в края на 40-те години и става известен с режисирането на множество популярни комедии, като „Стрелящи чичовци“ („Les tontons flingueurs“, 1963) и „Ne nous fâchons pas“ (1966), често в сътрудничество със сценариста Мишел Одиар. Режисира и няколко успешни филма в други жанрове - сред тях „Професионалистът“ („Le professionnel“, 1981) и „La maison assassinée“ (1988).
Жорж Лотнер умира на 22 ноември 2013 година в Париж.

## Избрана филмография
| Година | Филм                | Оригинално заглавие | Бележки                   |
| ------ | ------------------- | ------------------- | ------------------------- |
| 1952   | Важни персони       | Les Bons Vivants    | ко-режисьор с Жил Гранжие |
| 1968   | Пашата              | Le Pacha            |                           |
| 1981   | Професионалистът    | Le Professionnel    |                           |
| 1984   | Щастливият Великден | Joyeuses Paques     |                           |